# Oldsmobile 442
Pour les articles homonymes, voir 442 (homonymie).
L'Oldsmobile 442 (prononcer « four four two » ou en français « quatre quatre deux ») est une automobile du constructeur américain Oldsmobile.
Au départ un sous-modèle des F85 et Cutlass, la 442 devint un modèle à part entière de 1968 à 1971. Classifiable dans la catégorie des muscle cars dans ses premières versions, elle fut produite de 1964 à 1991.
Le nom 4-4-2 n'a aucun rapport avec la cylindrée, il a été choisi par rapport aux particularités du modèle de 1964 :

4 : Carburateur quadruple corps

4 : Quatre vitesses au plancher

2 : Double sorties d'échappement